# Associação dos Correspondentes de Imprensa Estrangeira
L’Associação dos Correspondentes de Imprensa Estrangeira (ou ACIE, en français « l'association des correspondants de la presse étrangère ») est une association de critiques brésilienne créée en 1962. Elle a été fondée sur le modèle de l'Hollywood Foreign Press Association qui décerne les Golden Globes aux Etats-Unise.
Elle remet chaque année depuis 2004 les Prêmio ACIE de Cinema.

## Catégories de récompense
- Meilleur film (Melhor filme)